# Peter Hürner
Peter Hürner (* 29. Mai 1940 in Nürnberg; † 27. Februar 1991 ebenda) war ein deutscher Politiker (FDP).

## Leben
Hürner studierte Volkswirtschaft an der Friedrich-Alexander-Universität Erlangen-Nürnberg und hielt sich für Praktika in Schweden und den USA auf. Er war wissenschaftlicher Mitarbeiter in einem größeren Forschungsinstitut mit den Fachgebieten Regionalforschung und Arbeitsmarktforschung.

## Politik
Hürner wurde 1969 Mitglied der FDP. Er war Landesvorsitzender der Deutschen Jungdemokraten in Bayern und stellvertretender Bezirksvorsitzender der FDP-Mittelfranken. Am 25. November 1976 rückte er für Hildegard Hamm-Brücher in den Bayerischen Landtag nach, dem er bis 1982 angehörte.
Unterlagen zu seiner politischen Tätigkeit liegen im Archiv des Liberalismus der Friedrich-Naumann-Stiftung für die Freiheit in Gummersbach.